# Liste des vice-présidents de la Colombie
Pour un article plus général, voir Vice-président de la république de Colombie.
Cet article est une liste des vice-présidents de Colombie classée par ordre chronologique de début de mandat. Cette dernière peut également être classée par ordre de nom de famille, par ordre de durée de mandat, par État d'origine, par ordre de nom de famille du président associé et par ordre de parti politique.

## Liste de vice-présidents
| Nom | Nom                                   | Nom                                   | Dates du mandat | Dates du mandat | Durée (en jour) | Département        | Parti               | Président | Président                  |  |
| --- | ------------------------------------- | ------------------------------------- | --------------- | --------------- | --------------- | ------------------ | ------------------- | --------- | -------------------------- |  |
| 1   | Eliseo Payán                          |                                       | 1886            | 1888            |                 | Valle del Cauca    | Conservateur        |           | Rafael Núñez               |  |
| -   | Vacance par démission                 | Vacance par démission                 | 1888            | 1892            |                 | -                  | Conservateur        |           | Rafael Núñez               |  |
| 2   | Miguel Antonio Caro                   |                                       | 1892            | 1894            |                 | Bogota             | Conservateur        |           | Rafael Núñez               |  |
| -   | Vacance par accession à la présidence | Vacance par accession à la présidence | 1894            | 1898            |                 | -                  | Conservateur        |           | Miguel Antonio Caro        |  |
| 3   | José Manuel Marroquín                 |                                       | 1898            | 1900            | -               | Bogota             | Conservateur        |           | Manuel Antonio Sanclemente |  |
| -   | Vacance par accession à la présidence | Vacance par accession à la présidence | 1900            | 1904            |                 | -                  | Conservateur        |           | José Manuel Marroquín      |  |
| 4   | Ramón González Valencia               |                                       | 1904            | 1905            | -               | Norte de Santander | Conservateur        |           | Rafael Reyes               |  |
| -   | Poste aboli                           |                                       | 1905            | 1994            |                 |                    |                     |           | Rafael Reyes               |  |
| 5   | Humberto De la Calle                  |                                       | 1994            | 1996            |                 | Caldas             | Libérel             |           | Ernesto Samper             |  |
| -   | Vacance par démission                 | Vacance par démission                 | 1996            | 1996            |                 |                    | Libérel             |           | Ernesto Samper             |  |
| 6   | Carlos Lemos Simmonds                 |                                       | 1996            | 1998            |                 | Cauca              | Libérel             |           | Ernesto Samper             |  |
| 7   | Gustavo Bell                          |                                       | 1998            | 2002            |                 | Atlántico          | Conservateur        |           | Andrés Pastrana Arango     |  |
| 8   | Francisco Santos Calderón             |                                       | 2002            | 2010            |                 | Bogota             |                     |           | Álvaro Uribe               |  |
| 9   | Angelino Garzón                       |                                       | 2010            | 2014            |                 | Valle del Cauca    | Unioniste           |           | Juan Manuel Santos         |  |
| 10  | Germán Vargas Lleras                  |                                       | 2014            | 2017            |                 | Bogota             | Unioniste           |           | Juan Manuel Santos         |  |
| 11  | Óscar Naranjo                         |                                       | 2017            | 2018            |                 | Bogota             |                     |           | Juan Manuel Santos         |  |
| 12  | Marta Lucía Ramírez                   |                                       | 2018            | 2022            |                 | Cundinamarca       | Centre Démocratique |           | Iván Duque                 |  |
| 13  | Francia Márquez                       |                                       | 2022            |                 |                 | Cauca              | Pôle Démocratique   |           | Gustavo Petro              |  |